# Astrid S (EP)
Astrid S är debut-EP:n av den norska sångerskan och låtskrivaren Astrid S som släpptes våren 2016, den 20 maj. De fem låtarna är skrivna mellan 2013 och 2016.

## Låtlista
| Nr | Titel              | Kompositör                                                    | Längd |
| -- | ------------------ | ------------------------------------------------------------- | ----- |
| 1. | Paper Thin         | Astrid Smeplass, Robert Habolin, Lauren Dyson, Andreas Sommer | 3:28  |
| 2. | Hurts So Good      | Lindy Robbins, Julia Michaels, Tom Meredith, Marco Borrero    | 3:29  |
| 3. | Jump               | Smeplass, Emily Warren, Nick Ruth, Thomas Eriksen (producent) | 3:14  |
| 4. | Atic               | Smeplass, Felix Flygare Floderer, Carl Silvergran             | 3:34  |
| 5. | I Don't Wanna Know | Smeplass, Warren, Ruth                                        | 2:56  |